# Илария
Иларията (Liza saliens) е пелагична риба от семейство Кефалови. 

## Разпространение
Разпространена е в източната част на Атлантическия океан, Средиземно море и Черно море. Иларията може да живее и в сладки и в силно солени води. Обитава крайбрежията, заливите, лагуните и устията на реките. 

## Описание и начин на живот
Тялото ѝ е удължено и достига до 40 cm, теглото ѝ е около 800 грама средно. Иларията се размножава през топлите месеци от годината, в открити води. Животът на един такъв екземпляр продължава не повече от 8 години. Храни се най-вече с детрит и перифитон. 

## Употреба
Иларията е деликатес в повечето югозападни страни на Европа.